# Natán (nombre)
Natan  es  un nombre propio masculino en su variante en español. Procede del hebreo נתן

## Origen
Natán  es el nombre de varios personajes bíblicos del Antiguo Testamento:
- Natán, un descendiente de Judá. Hijo de Atai y padre de Zabad. Su abuelo fue un siervo egipcio llamado Jarhá. (1ª Crónicas 2:3; 34-36.)

- Natán (profeta) era un profeta durante el reinado de David; posiblemente, de la tribu de Leví. Cuando el rey le reveló a Natán su deseo de edificar un templo para la adoración de Yahvé (Dios), el profeta contestó: “Todo lo que esté en tu corazón... anda, hazlo”. (2Sa 7:1-3; 1Cr 17:1, 2.) Sin embargo, aquella noche Yahvé (Dios) le informó a Natán que en vez de ser David quien le construyera un templo, Él le edificaría a David una casa estable hasta tiempo indefinido, y que más tarde sería el descendiente de David quien edificaría la casa de Yahvé (Dios). De modo que por medio de Natán, Yahvé (Dios) le anunció a David un pacto para un reino “hasta tiempo indefinido” que no se apartaría de su línea. (2Sa 7:4-17; 1Cr 17:3-15.)Más tarde, Yahvé (Dios) envió a Natán para que señalara a David la magnitud del pecado que había cometido contra Urías el hitita con respecto a Bat-seba y la pena divina que se le imponía por ello. Natán lo hizo con tacto, pero de manera decidida. Se valió de una ilustración que hizo que David sin darse cuenta expresase sin prejuicios personales su propio juicio sobre esa acción. Natán le dijo a continuación: “¡Tú mismo eres el hombre!”, y dictó el juicio de Yahvé (Dios) sobre David y su casa. (2Sa 12:1-18; véase también Sl 51, encab.)Con el tiempo, Bat-seba le dio a David un segundo hijo, llamado Salomón. Yahvé (Dios) amó a ese hijo, por lo que envió a su profeta Natán, quien “por causa de Yahvé (Dios) ” llamó al niño Jedidías, que significa “Amado de Jah”. (2Sa 12:24, 25.) Cuando Adonías intentó apoderarse del trono, al final de la vida de David, Natán tomó las medidas necesarias para que este lo supiera. Luego tomó parte en ungir y entronizar a Salomón. (1Re 1:5-40.)Parece ser que Natán y Gad aconsejaron a David sobre el uso de los instrumentos musicales que se empleaban en el santuario (2Cr 29:25), y debieron ser quienes registraron la información de los capítulos de conclusión de Primero de Samuel y todo Segundo de Samuel. (1Cr 29:29.) “Entre las palabras de Natán el profeta” también se incluyeron “los asuntos de Salomón”. (2Cr 9:29.)

- Natán, el Padre de Igal y hermano de Joel, dos de los hombres poderosos del ejército de David (2ª Samuel 23:8, 36; 1ª Crónicas 11:26, 38).

- Natán, el Hijo de David y Bat-seba, que nació en Jerusalén (2ª Samuel 5:13, 14; 1ª Crónicas 3:5). El linaje natural de Jesús pasa por este hijo de David, de acuerdo al NT, y sus descendientes, hasta llegar a él, mediante, su madre María. (Lucas 3:23, 31.), si bien Mateo dice lo opuesto, que el parentesco de Jesús con David se daba por Salomón, y no por Natán. Con respecto al tiempo en que ‘mirarían al que traspasaron’, la profecía de Zacarías dice que habría amarga lamentación por toda la tierra en todas las familias, en particular en las de David, Leví, los simeítas y la de “la casa de Natán” (Zacarías 12:10-14). Si la familia de la casa de Natán es la de aquel hijo de David, esta sería una de las familias de David. En ese caso la lamentación afectaría a familias dentro de familias.

- Natán, uno de los nueve cabezas de los exiliados que habían acampado en el río Ahavá, y a quienes Esdras envió para conseguir ministros para los servicios en la casa de Dios en Jerusalén (Esdras 8:15-17).

- Natán, uno de los trece hijos de Binuí exiliados en Babilonia y que despidieron a sus esposas extranjeras de acuerdo con las instrucciones de Esdras (Esdras 10:10, 11, 38-42, 44).

## Equivalencias en otros idiomas
| Variantes en otras lenguas | Variantes en otras lenguas |
| -------------------------- | -------------------------- |
| Español                    | Natán                      |
| Alemán                     | Natan                      |
| Catalán                    | Natan                      |
| Checo                      | Natan                      |
| Francés                    | Noël                       |
| Hebreo                     | נתן                        |
| Inglés                     | Nathan, Neythan            |
| Italiano                   | Natan                      |
| Lituano                    | Natan                      |
| Neerlandés                 | Natan                      |
| Polaco                     | Natan                      |
| Portugués                  | Natã                       |
| Ruso                       | Натан                      |

|Español||
Christopher

## Santoral
La celebración del santo de Natán se corresponde con el día 24 de agosto.